# Stork Natasa
Stork Natasa (Budapest, 1984. január 22. –) magyar színésznő.

## Életpályája
2002-ben érettségizett a budapesti II. Rákóczi Ferenc Gimnáziumban, majd 2004–2008 között a Színház- és Filmművészeti Egyetem színész szakának hallgatója volt Zsámbéki Gábor és Blaskó Borbála osztályában. 2008–2010 között a Nemzeti Színház tagja volt, majd 2010-től szabadúszó.
2020-ban a Horvát Lili által rendezett, több nemzetközi filmfesztiválon díjnyertes, és a nemzetközi kategóriában Oscar-díjra nevezett Felkészülés meghatározatlan ideig tartó együttlétre című film főszerepét játszotta, amely alakításáért a legjobb színésznő díját kapta az antalyai, a valladolidi és a Le Arcs-i filmfesztiválon is.

## Színházi szerepei
A Színházi adattárban regisztrált bemutatói 2017. augusztus 22-i lekérdezéskor: 34.
- Frankenstein-terv (Bárka Színház 2007,[7] Proton Színház 2009)[6] - Natasa[8]

## Filmjei
- Marsra magyar! (2023)
- Veszélyes lehet a fagyi (2022)
- Felkészülés meghatározatlan ideig tartó együttlétre (2020)
- Jupiter holdja (2017)
- Isteni műszak (2013)
- Szelíd teremtés – A Frankenstein terv (magyar–német–osztrák filmdráma, 2010)
- Halotti beszéd (2010)
- Levegőt venni (2009)[9]

## Díjai, elismerései
- 2020: A legjobb színésznő díja, Antalyai Nemzetközi Filmfesztiválon (Felkészülés meghatározatlan ideig tartó együttlétre)[10]
- 2020: Európai kritikusok díja – FIPRESCI-díj, Varsó[5]
- 2020: A legjobb színésznő díja, Valladolidi Filmfesztivál (Felkészülés meghatározatlan ideig tartó együttlétre)[11]
- 2020: A legjobb alakítás díja, Le Arcs-i Filmfesztivál (Felkészülés meghatározatlan ideig tartó együttlétre)[5]
- 2022: Legjobb színésznő díja, New York-i Filmhéten (Veszélyes lehet a fagyi) [12]